# Paraleptophlebia moerens
Paraleptophlebia moerens är en dagsländeart som först beskrevs av Mcdunnough 1924.  Paraleptophlebia moerens ingår i släktet Paraleptophlebia och familjen starrdagsländor. Inga underarter finns listade i Catalogue of Life.